# Karl Neck
Karl Neck (* 1908 in Schleitheim; † 1997) war ein Schweizer Pfarrer der evangelisch-reformierten Kirche. Er erregte 1948 öffentliches Aufsehen durch die Veröffentlichung eines «flammenden Plädoyers für Hitlerdeutschland», in dem er Deutschland von der Schuld am Ausbruch des 2. Weltkriegs reinsprechen wollte.
Necks deutscher Grossvater liess sich 1888 in Schleitheim einbürgern. Karl Neck studierte Theologie in Berlin, bevor er 1932 Pfarrer im kleinen Schaffhauser Dorf Dörflingen wurde, wo er zeitweise auch Schulpräsident war. In der Schweizer Armee diente er als Feldprediger. Die Bundesanwaltschaft registrierte ihn 1942 wegen frontistischen Tätigkeiten.
1948, drei Jahre nach dem Ende des 2. Weltkriegs, veröffentlichte Neck das Buch Deutschland – Tod und Auferstehung im «Verlag des Turmwart» in Zürich, dessen Leiter Werner Meyer ein bekannter Frontist war. In dem Buch vertrat Meyer die These, dass die alliierten Siegermächte des 1. Weltkriegs den 2. Weltkrieg zu verantworten hätten, indem sie Deutschland den ungerechten Friedensvertrag von Versailles aufgezwungen hätten. Das Buch verklärte Adolf Hitler zum Helden eines «germanischen Glaubens», leugnete oder verharmloste den Holocaust, und beschimpfte die Kirche als Säer der «Drachensaat des Hasses» gegen Deutschland.
Auszüge aus dem teils «tobsüchtig geschriebenen Elaborat» wurden bald in Schweizer Zeitungen veröffentlicht, unter Überschriften wie «Dörflinger Nazi-Pfarrer». Vor dem Hintergrund der öffentlichen Empörung erklärte der Kirchenrat des Kantons Schaffhausen, dass er das Buch bedaure und missbillige, aber dass der Entscheid über Necks Pfarramt Sache der Dörflinger Kirchgemeinde sei. Diese entschied 1949 nach langer Diskussion mit 65 zu 20 Stimmen, Neck im Amt zu belassen.
Vom Schweizer Spiegel befragte Dörflinger erklärten, Neck sei ein guter und beliebter Pfarrer, der während des Kriegs viel ausgeholfen habe, und nie nazifreundlich gepredigt habe; was er nun geschrieben habe, verstünde man nicht. Der Historiker Roland Aegerter sieht im Vorgehen der Kirchgemeinde ein «pragmatisch-schlaues Vorgehen der bodenständigen Dörflinger»: Die Gläubigen hätten «ihren Pfarrer ins Gebet genommen, um ihn auf den richtigen Pfad zurückzuführen», indem sie seine Wiederwahl an die Bedingung knüpften, die anstössigen Inhalte seines Buches zu widerrufen und den Gewinn daraus für Kriegsflüchtlinge zu spenden.
Neck war bis 1959 ohne weitere Beanstandungen als Pfarrer in Dörflingen tätig. Er übersiedelte dann in seine Heimatgemeinde Schleitheim, wo er bis 1973 als Pfarrer wirkte.